# Dimitar Moetaftsjiev
Dimitar Moetaftsjiev (Bulgaars: Димитър Мутафчиев) (Stara Zagora, 10 januari 1903 - Sofia, 8 september 1990) was een Bulgaars voetballer en voetbalcoach. Hij heeft gespeeld bij Levski Sofia.

## Loopbaan
Moetaftsjiev maakte zijn debuut in Bulgarije in 1924. Hij maakt debuut op 1924. Hij heeft 3 wedstrijden gespeeld. Hij maakte deel uit van de selectie voor het voetbaltoernooi op de Olympische Zomerspelen 1924.
Moetaftsjiev broer is ook een prof voetballer, Nikola Moetaftsjiev.
Moetaftsjiev overleed op 8 september 1990.